# La dictadura perfecta
La dictadura perfecta (Nederlands: De perfecte dictatuur) is een Mexicaanse film uit 2014, geschreven, geproduceerd en geregisseerd door Luis Estrada.
De titel van de film verwijst naar een beroemde uitspraak van de Peruaanse schrijver Mario Vargas Llosa. Hij deed deze uitspraak om de regeringen te beschrijven die gevormd werden door de politieke partij PRI, die het grootste deel van de twintigste eeuw de politiek in Mexico domineerde.
Het plot is gebaseerd op de controverse rond het televisienetwerk Televisa, dat ervan beschuldigd werd presidentskandidaat Enrique Peña Nieto actief te helpen bij het winnen van de verkiezingen in 2012. De berichtgeving over zijn activiteiten als gouverneur van Estado de Mexico zouden hem hebben geholpen in de peilingen.

## Verhaal
Nadat de president een blunder begaat op televisie, dringt de Mexicaanse regering er bij Television Mexicana, het machtigste Mexicaanse televisienetwerk, op aan om de aandacht van het schandaal af te leiden. Televisie Mexicana onthult daarop een video waarop te zien is dat gouverneur Carmelo Vargas een koffer met geld aanneemt. Gouverneur Vargas maakt zich zorgen over zijn politieke toekomst en sluit een deal met Televisie Mexicana op zijn imago op te poetsen. De jonge en ambitieuze Carlos Rojo krijgt samen met televisiereporter Ricardo Diaz de taak om het beeld van een corrupte gouverneur te veranderen, en hem te presenteren als een politieke ster en presidentskandidaat.

## Rolverdeling
| Acteur            | Personage                 |
| ----------------- | ------------------------- |
| Damián Alcázar    | Gouverneur Carmelo Vargas |
| Alfonso Herrera   | Carlos Rojo               |
| Joaquín Cosío     | Agustín Morales           |
| Osvaldo Benavides | Ricardo Díaz              |
| Silvia Navarro    | Lucía Garza               |
| Flavio Medina     | Salvador Garza            |
| Saúl Lisazo       | Javier Pérez Harris       |
| Tony Dalton       | Directeur TV MX           |
| Salvador Sánchez  | Man X                     |
| Enrique Arreola   | Overheidssecretaris       |
| Arath de la Torre | Woordvoerder              |
| Dagoberto Gama    | Procureur                 |
| Noé Hernández     | Veiligheidschef           |
| Sonia Couoh       | Nana Gemelas              |
| María Rojo        | Doña Chole                |

## Verwijzingen naar waargebeurde gebeurtenissen
De film bevat meerdere verwijzingen naar waargebeurde gebeurtenissen uit de Mexicaanse geschiedenis. Zo vertelt de film het verhaal van gouverneur Vargas die president wil worden en de hulp inschakelt van de belangrijkste televisiezender van het land om zijn doel te bereiken. Dit is een verwijzing naar de verkiezingen van 2012, waarin Enrique Peña Nieto won. Zijn politieke partij PRI werd ervan beschuldigd illegaal gesteund te worden door het televisienetwerk Televisa.
In de film is te zien hoe er een video uitlekt waarop te zien is dat gouverneur Vargas een koffer met geld aanneemt. Mexico heeft in de jaren voorafgaand aan het uitkomen van de film te maken gehad met meerdere videoschandalen. Op een van deze video's is te zien dat de politicus René Bejarano smeergeld aanneemt.
In de film is een echtpaar te zien van wie de tweelingdochters verdwijnen. De gebeurtenis wordt door het televisienetwerk gebruikt om de reputatie van gouverneur Vargas op te poetsen. De zaak die in de film wordt behandeld, bevat overeenkomsten met de verdwijning van het vierjarige meisje, Paulette Farah, op 22 maart 2010.
In de film is te zien hoe de bevrijding van de tweelingzusjes in scène wordt gezet, zodat het lijkt aslof de gebeurtenissen live plaatsvinden. In wekelijkheid zijn de tweelingzusjes de dag ervoor al herenigd met hun ouders. Dit is een verwijzing naar de arrestatie van Florence Cassez. Zij werd op 8 december 2005 gearresteerd. De dag erna voerde de Mexicaanse federale politie een in scène gezette arrestatie uit waarvan tv-ploegen van de Mexicaanse netwerken Televisa en TV Azteca "live" verslag deden.
Naast deze momenten worden er in de film een aantal uitspraken gedaan die bekend zijn geworden in Mexico, omdat deze tot controverse hebben geleid. In de film zegt de Mexicaanse president tegen de Amerikaanse ambassadeur dat Mexicanen bereid zijn werk te doen dat zelfs zwarte mensen niet willen doen. Dit is een verwijzing naar een uitspraak van president Vicente Fox in 2005, verwijzend naar de bijdrage van Mexicanen die naar de Verenigde Staten migreerden. 
Aan het eind van de film wordt aan de president gevraagd wat de impact is van nieuwe economische maatregelen voor Mexicaanse families. De president antwoordt dat hij deze vraag niet kan beantwoorden, omdat hij niet de vrouw des huizes is. Dit is een verwijzing naar de uitspraak die president Enrique Peña Nieto deed toen hem gevraagd werd naar de prijs van een kilo tortilla's.

## Ontvangst

### Prijzen en nominaties
De film won 1 prijs en werd voor 12 andere genomineerd. Een selectie:
| Jaar | Evenement                        | Categorie                | Genomineerde                               | Resultaat   |
| ---- | -------------------------------- | ------------------------ | ------------------------------------------ | ----------- |
| 2015 | Premios Ariel (57ste uitreiking) | Beste film               | La dictadura perfecta                      | Genomineerd |
| 2015 | Premios Ariel (57ste uitreiking) | Beste regisseur          | Luis Estrada                               | Genomineerd |
| 2015 | Premios Ariel (57ste uitreiking) | Beste origineel scenario | Luis Estrada, Jaime Sampietro              | Genomineerd |
| 2015 | Premios Ariel (57ste uitreiking) | Beste montage            | Mariana Rodríguez                          | Genomineerd |
| 2015 | Premios Ariel (57ste uitreiking) | Beste artdirector        | Salvador Parra                             | Genomineerd |
| 2015 | Premios Ariel (57ste uitreiking) | Beste kostuums           | María Estela Fernández                     | Genomineerd |
| 2015 | Premios Ariel (57ste uitreiking) | Beste make-up            | Felipe Salazar                             | Genomineerd |
| 2015 | Premios Ariel (57ste uitreiking) | Beste geluid             | Santiago Núñez, Pablo Lach, Hugo DeLaCerda | Genomineerd |
| 2015 | Premios Ariel (57ste uitreiking) | Beste visuele effecten   | Adriana Arriaga                            | Genomineerd |